# Ерзянська мова
Ерзянська мова (ерз. эрзянь кель, eŕźań keĺ) — національна мова ерзянів. Належить до фіно-волзької підгрупи фіно-угорських мов уральської сім'ї.

Вивчення ерзянської мови розпочинається з кінця XVII століття, з'являються лексичні і текстові матеріали ерзянською мовою. В ХІХ столітті були складені перші граматики ерзянської мови Г.К. Габеленца та Ф. І. Відемана. Особливо плідною була діяльність фінського мовознавця Г. Паасонена, який на межі XIX і XX століть, написав низку ґрунтовних досліджень з питань мордовської лінгвістики. Вивченню ерзянської мови велике значення надавав російський академік О. О. Шахматов, який оприлюднив 1910 року, основоположну працю «Мордовська етнографічна збірка».
До 1925 року не було єдиної орфографічної норми, не була утворена й ерзянська літературна мова. З кінця 1920-х років основою ерзянської літературної мови є діалект, поширений в Ардатовському (пізніше Атяшевському) районі Мордовської АРСР (село Козловка).

## Соціолінгвістична ситуація
Російська влада 2002 року, на законодавчому рівні заборонила державним мовам республік РФ, а отже і ерзянській мові, вживати латинське письмо. Дотепер носії ерзянської мови користуються обидвома системами — офіційні видання, повідомлення та написи поширюються винятково кирилицею, натомість частина національної інтелігенції послуговується ерзянською латинкою.
У 2004 р. федеральна влада розпочала створення так званої «єдиної мордовської мови», що мала б стати спільною для ерзян та мокшан. Однак проєкт зазнав невдачі, насамперед через позицію ерзян, які негативно сприйняли ідею відмови від рідної мови.
2018 року в Російській Федерації на законодавчому рівні було заборонено викладати національні мови як обов'язковий предмет у шкільній програмі. Ерзянська, як і багато інших мов, фактично втратила статус державної в сфері освіти. Для вивчення ерзянської мови батьки учня мають подавати письмові заяви, наражаючи себе на тиск з боку шкільної адміністрації, до чого більшість батьків не готові.
У 2019 р. головний старійшина (Інязор) ерзянського народу Сиресь Боляєнь звернувся до Уряду Республіки Мордовія з вимогою відкрити в Саранську ерзянську гімназію. Ерзянський старійшина заявляє, що фіно-угорські народи Росії стоять на межі цілковитого зникнення через брутальну політику асиміляції, запроваджену Москвою. Того ж року Сиресь Боляєнь звернувся до члена Парламентської асамблеї Ради Європи від Естонії Ееріка-Нійлєса Кросса, з проханням дати оцінку національній політиці Російської Федерації, дотриманню прав людини, зокрема і прав автохтонних фіно-угорських народів на здобуття освіти рідними мовами. Громадянська кампанія на підтримку ініціативи відкриття ерзянської гімназії у Саранську тривала більше року, однак так і не увінчалась успіхом.

## Порівняння лексики мокшанської і ерзянської мов[9][10]
| українська | ерзянська | мокшанська |
| ---------- | --------- | ---------- |
| мати       | авай      | тетяй      |
| батько     | тядязе    | алязе      |
| горох      | кснав     | снав       |
| просо      | суро      | сура       |
| коноплі    | кансть    | канфь      |
| льон       | лияназ    | льяназ     |
| полба      | виш       | виш        |
| борона     | изамо     | инзама     |
| вила       | сянго     | сянга      |
| тік        | тинге     | тинголанга |
| ціп        | пивсэме   | таляма     |
| лопата     | койме     | кайме      |
| решето     | сувтеме   | сифтема    |
| корова     | скал      | тракс      |
| кінь       | лишме     | алаша      |
| вівця      | реве      | уча        |
| свиня      | туво      | тува       |

## Діалекти

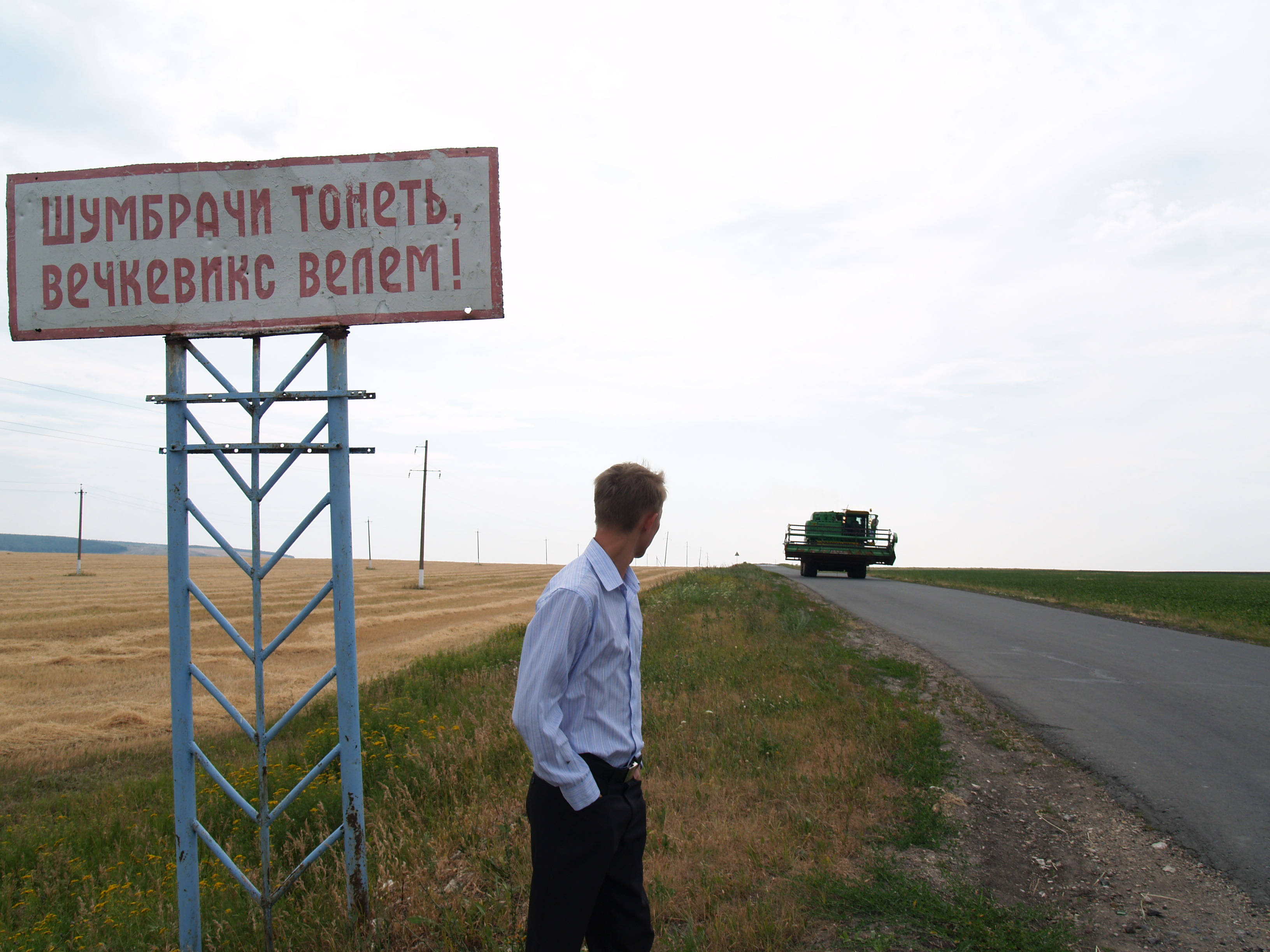
Вказівник ерзянською мовою

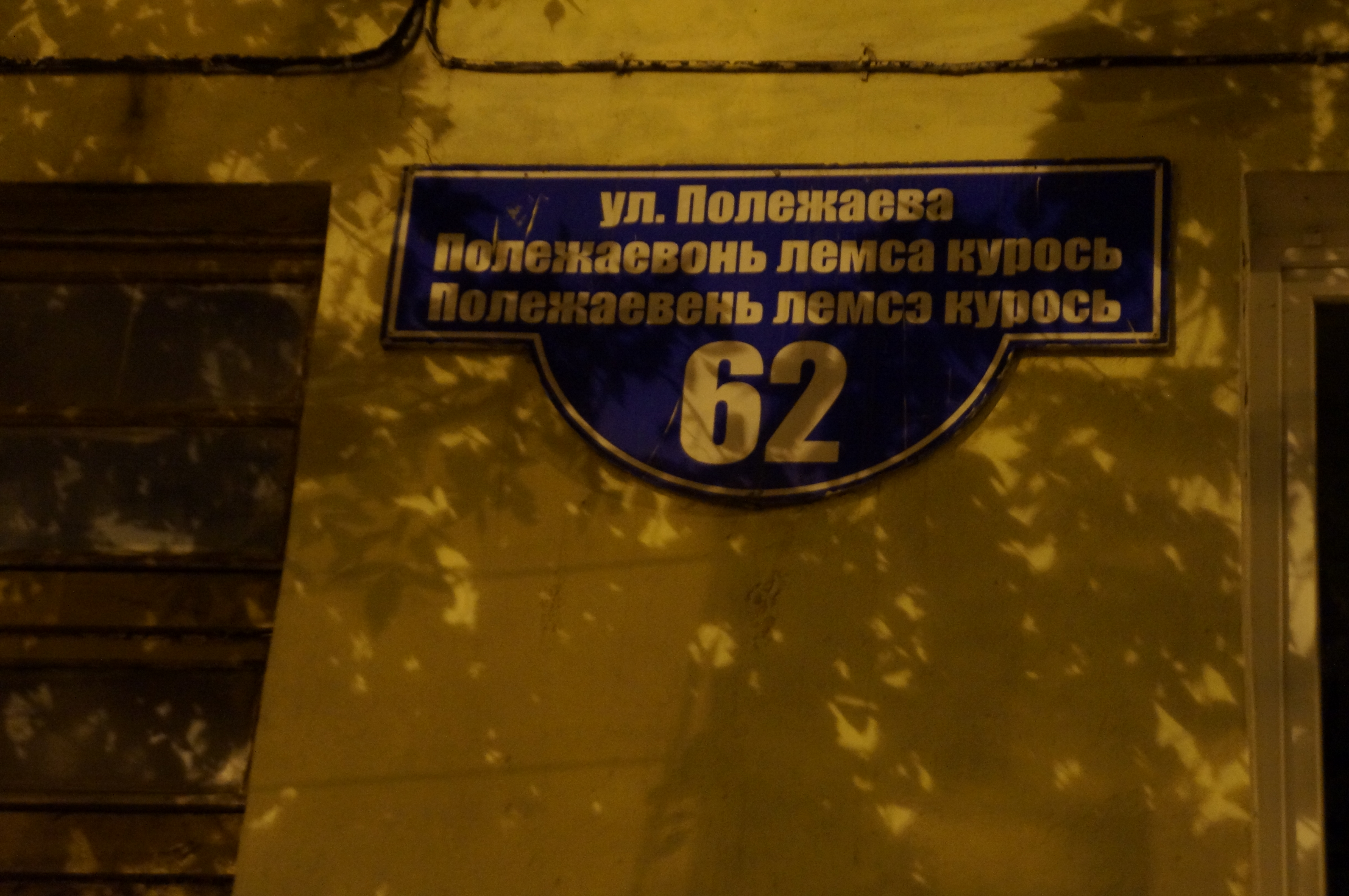
Табличка на будинку в місті Саранську російською, мокшанською та ерзянською мовами

В ерзянській мові виділяється п'ять великих діалектних утворень:
1. центральний діалект
2. західний (приінсарський) діалект по нижній течі ріки Інсар[myv]
3. північно-західний (приалатирський) діалект
4. південно-східний (присурський) діалект
5. шокшінський (ізольований) діалект на північному заході Мордовії.

## Абетка
Офіційно ерзянська мова користає з кириличної абетки, котра, насправді, повністю відтворює абетку російської мови. Всі офіційні повідомлення, документи, вивіски, які написані ерзянською мовою, — написані саме кирилицею. Ерзянська латинка не набула значного поширення і вживаєтьчя, здебільшого серед інтелігенції та молоді. Головний старійшина ерзянського народу Сиресь Боляєнь вважає, що Москва нав'язує ерзянам кириличну абетку. Він гадає, що такі обмеження штучні і завдають великої шкоди ерзянській мові: «Якщо наша національна інтелігенція, письменники, вчителі, громадські активісти відчувають, що майбутнє ерзянської мови за латинською графікою — нехай так і буде. Не потрібно з Москви вказувати як нам писати: кирилицею чи латиницею. Можливо ерзянська латиниця не приживеться. Однак до такого висновку мають дійти самі ерзяни, а не московські чиновники».
Починаючи з 2020 р. національні представницькі органи ерзянського народу видають власний ерзянськомовний журнал — «ĚRZÄŃ VAL». Редакція журналу користає з латинської абетки.
Латинська абетка (офіційно розроблена для Нижнєгородського краю у 1932, але ніколи не вживалась): a в c ç d ә e f g y i j k l m n o p r s ş t u v x z ƶ ь
Сучасна абетка на базі кирилиці: А/а, Б/б, В/в, Г/г, Д/д, Е/е, Ё/ё, Ж/ж, З/з, И/и, Й/й, К/к, Л/л, М/м, Н/н, О/о, П/п, Р/р, С/с, Т/т, У/у, Ф/ф, Х/х, Ц/ц, Ч/ч, Ш/ш, Щ/щ, Ъ/ъ, Ы/ы, Ь/ь, Э/э, Ю/ю, Я/я
|  | Letter | Sound      |
|  | ------ | ---------- |
|  | А а    | [a]        |
|  | Б б    | [b]        |
|  | В в    | [v][w]     |
|  | Г г    | [g]        |
|  | Д д    | [d]        |
|  | Е е    | [je]       |
|  | Ё ё    | [jo]       |
|  | Ж ж    | [ʒ]        |
|  | З з    | [z]        |
|  | И и    | [i]        |
|  | Й й    | [j]        |
|  | К к    | [k]        |
|  | Л л    | [l]        |
|  | М м    | [m]        |
|  | Н н    | [n]        |
|  | О о    | [o]        |
|  | П п    | [p]        |
|  | Р р    | [r]        |
|  | С с    | [s]        |
|  | Т т    | [t]        |
|  | У у    | [u]        |
|  | Ф ф    | [f]        |
|  | Х х    | [h]        |
|  | Ц ц    | [ts]       |
|  | Ч ч    | [ʧ]        |
|  | Ш ш    | [ʃ]        |
|  | Щ щ    | [ʃʧ]       |
|  | Ъ ъ    | hard sign  |
|  | Ы ы    | [ï]        |
|  | Ь ь    | soft sign  |
|  | Э э    | [e]        |
|  | Ю ю    | [ju]       |
|  | Я я    | [ja], [jä] |

Абетка, що вживається Кірдійюр — національними представницькими органами ерзянського народу та набула поширення в соціальних мережах та електронних ЗМІ.
|  | Letter | Sound      |
|  | ------ | ---------- |
|  | А а    | [a]        |
|  | B b    | [b]        |
|  | V v    | [v][w]     |
|  | G g    | [g]        |
|  | D d    | [d]        |
|  | Е е    | [je]       |
|  | Ö ö    | [jo]       |
|  | Ž ž    | [ʒ]        |
|  | Z z    | [z]        |
|  | I i    | [i]        |
|  | J j    | [j]        |
|  | K k    | [k]        |
|  | L l    | [l]        |
|  | M m    | [m]        |
|  | N n    | [n]        |
|  | О о    | [o]        |
|  | P p    | [p]        |
|  | R r    | [r]        |
|  | S s    | [s]        |
|  | T t    | [t]        |
|  | U u    | [u]        |
|  | F f    | [f]        |
|  | H h    | [h]        |
|  | C c    | [ts]       |
|  | Č č    | [ʧ]        |
|  | Š š    | [ʃ]        |
|  | Šč šč  | [ʃʧ]       |
|  | Y y    | [ï]        |
|  | Ě ě    | [e]        |
|  | Ü ü    | [ju]       |
|  | Ä ä    | [ja], [jä] |

Усі підручники з ерзянської мови написані саме кирилицею. Офіційно зареєстровані ерзяномовні засоби масової інформації так само вживають кирилицю. Проте, у 2014 р. ерзянська мовознавиця Ніна Аясмяе видала в Естонії самовчитель з ерзянської мови для іноземців — «An Introductory Course of the Erzya Language».
Ерзянська Вікіпедія користає з кирилиці. Водночас, низка інформаційних ресурсів, здебільшого націоналістичного спрямування, віддають перевагу латинському алфавіту. Латиницю вживають національні представницькі органи ерзянського народу, зокрема офіційний сайт Інязора (головного старійшини).
Крім того, латиницею створено невеликий корпус текстів, здебільшого художньої літератури.

## Лексика
Більша частина лексики ерзянської мови — архаїчний фіно-угорський пласт. До стародавніх індоєвропейських запозичень стосуються слова іранського та балтського походження, що були залучені задовго до виникнення мордовської спільноти. З раннього середньовіччя предки ерзян спілкувалися з носіями тюркських мов. Чуваських запозичень нині біля 30. Слів татарського походження більше, проте не так багато як у мокшанській мові.
Найбільший вплив на розвиток ерзянської мови здійснила російська мова. Запозичення обраховуються тисячами слів. Нині всі ерзяни двомовні.

## Морфологія
Найважливіші особливості ерзянської мови:
1. Відсутність категорії граматичного роду. Родові ознаки в іменах і займенниках висловлюються лексичними засобами: катка «кіт» або «кішка» — авака катка «кішка», атяка катка «кіт».
2. Наявність великої кількості відмінків — 12. Проте це не означає, що ерзянська мова важка для вивчення, оскільки відмінкові закінчення здебільшого замінюють прийменники української мови. При цьому відмінкові закінчення однакові у всіх слів (не тільки у іменників), що відмінюються, як в однині, так і в множині. Множина відрізняється від однини тільки наявністю ознаки множини -тнэ (-тне) вказівної (визначеної) відміни перед відмінковими закінченнями: веле «село», давальним відмінком однини веле-нень «селу», множина веле-тне-нень «селами».
3. Ерзянська мова має три види відмін: 1-а (основна, невизначена), 2-а (вказівна, визначена) і 3-я (присвійна). Форми основної (або невизначеної) відміни вживається для позначення предмету взагалі, не конкретизуючи і не виділяючи його з ряду йому подібних.

## Приклад

Обкладинка журналу «ĚRZÄŃ VAL» № 1 2020.

«Заповіт» Т. Г. Шевченка ерзянською мовою (переклад Івана Прончатова)
| КАРМАВТОМА Кода кулан, сэрей таркас: Калмамизь се шкасто: Монь вечкевикс Украинань: Покш пакся куншкасо. Кадык тосто келей ёнкстнэ, Пандтнэ, ине лашмось: Тень неявить, и маряви, Кода Днепрась лажны, Кода сон масторонь лангсто: Ятонь веренть кандсы: Иневедев… Вана сестэ, Ливтян, весень кадсынь: И сонсензэ нишке пазонть: Икелев пачкодян: Тень кис озномо… А се шкас: Меньгак паз а содан. Монь калмакшнозь, вийсэнк стякшнозь, Лангстонк тертнень керсинк: И пургсинк эсь олякстоманть: Вардонь кежей верьсэ. Сестэ од, покш семиясонк, Оляв пингенк шалтсо, Тынь моньгак илямизь стувто: Лецтямс паро валсо. | KARMAVTOMA Koda kulan, sěrej tarkas: Kalmamiź se škasto: Moń večkeviks Ukrainań: Pokš paksä kunškaso. Kadyk tosto kelej jonkstně, Pandtně, ine lašmoś: Teń nejavit́, i marävi, Koda Dnepraś lažny, Koda son mastoroń langsto: Jatoń verent́ kandsy: Inevedev… Vana sestě, Livtän, veseń kadsyń: I sonsenzě niške pazont́: Ikelev pačkodän: Teń kis oznomo… A se škas: Meńgak paz a sodan. Moń kalmakšnoź, vijsěnk stäkšnoź, Langstonk tertneń kersink: I purgsink ěś oläkstomant́: Vardoń kežej veŕsě. Sestě od, pokš semijasonk, Oläv pingenk šaltso, Tyń mońgak ilämiź stuvto: Lectäms paro valso. |

(Джерело: Т. Г. Шевченко, Заповіт мовами народів світу, К., «Наукова думка», 1989)

## Періодика
Періодика ерзянською мовою з'явилась після Жовтневого перевороту. Самі більшовики стверджували, що друк ерзяномовної періодики був вимушеним кроком, адже ерзя не сприймали російськомовної преси і не бажали її читати. Більшовицька статистика у 1925 р. наводила дані, що лише один із тисячі ерзян читає партійну пресу російською мовою.
Першою газетою, що вийшла друком ерзянською мовою, стало видання «Чинь стямо» (ерз. «Світанок»). Перше число газети датоване 15 липня 1920 р. і було випущене у друкарні Симбірська. «Чинь стямо» мала шалений успіх серед читачів, що мотивувало партійне керівництво до створення нових газет ерзянською мовою. Вже у 1921 р, з ініціативи Мордовської секції ЦК РКП (б) у Москві починає видаватися тижневик «Якштере теште» (ерз. «Червона зірка»). Більшість шпальт газети було відведено саме під ерзяномовні публікації. Зрідка в газеті з'являлись статті і мокшанською мовою. У перші місяці свого існування газета мала наклад у 5 тис. примірників, надалі — 3 тис. Більшість публікацій газети носили агітаційний характер: звеличування більшовицького керівництва та комуністичних ідей. Однак, у кожному номері з'являлись публікації і на сільськогосподарську тематику: збільшення врожайності, догляд за свійськими птахами і худобою.

У 1921 р. в Саратові починає видаватись газета «Якстере сокиця» (ерз. «Червоний плугатар»), у 1922 р. в Кузнецьку — «Якстере веле» (ерз. «Червоне село») тощо. Редакції зазначених видань зробили неоціненний внесок у формування літературної ерзянської мови, водночас, — гостро критикували ідею створення єдиної мордовської мови. Загалом, протягом 1920-х років, на сторінках ерзянської преси було опубліковано понад 600 літературних творів ерзянських авторів. Лишень у «Якстере теште» надрукували понад 200 віршів та 15 п'єс ерзянською мовою.

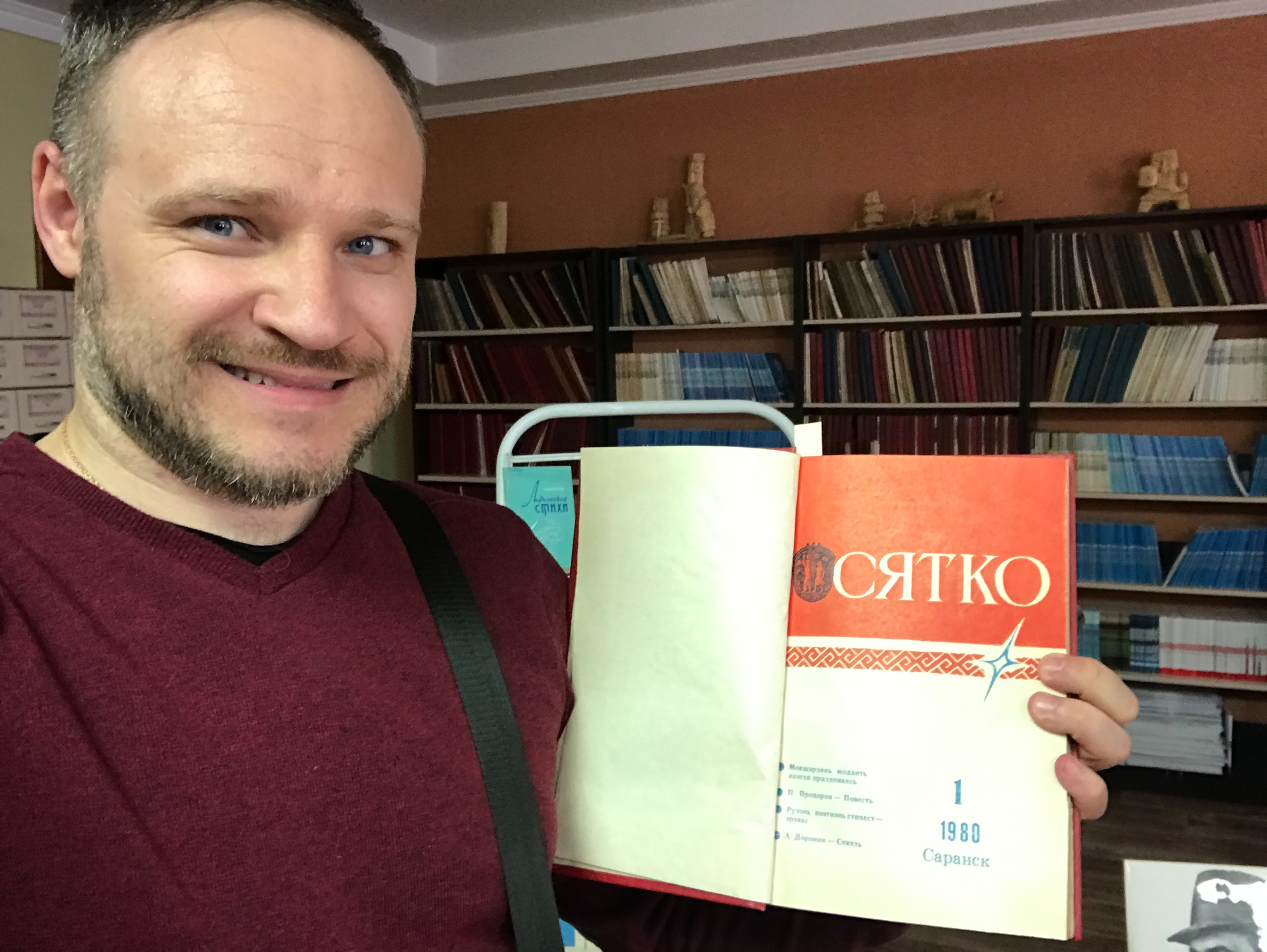
Засновник Ерзянської Вікіпедії Пєтрань Андю із номером журналу «Сятко», ровесником якого він є.

Розквітом ерзянської періодики є 1920-ті, початок 1930-х років. Вже у 1970-1980-х роках номенклатура видань, як і їх наклади, почали скорочуватись. Станом на 2020 р. в Російській Федерації видається лише кілька ерзяномовних видань:
- «Эрзянь мастор» (ерз. «Країна ерзян») — незалежна громадсько-політична газета, видається в Саранську.
- «Ялгат» (ерз. «Друзі, товариші») — культурно-просвітницька ерзянська обласна щомісячна газета, видається в Уляновську.
- «Чилисема» (ерз. «Схід сонця») — дитячий журнал, видається в Саранську.
- «Сятко» («ерз. Іскра») — літературно-художній і громадсько-політичний журнал, що видається в Саранську.

З 2020 р. в Україні, секретаріатом Інязора ерзянського народу та Ерзянською інформаційною комісією видається ерзянський суспільно-політичний журнал «ĚRZÄŃ VAL». Це єдиний в світі ерзянський суспільно-політичний журнал і єдине друковане видання ерзянською латинкою.

## Поширення в мережі
Згідно дослідження сайту «Хабр», ерзянська мова має достатньо слабкі позиції в інтернеті та суттєво поступається більш поширеним в мережі марійській та удмуртській мовам. Це стосується як використання мови на окремих сайтах, так і в соціальних мережах. Водночас, у 2019—2021 рр. ерзянськими активістами, насамперед представниками Кірдійюр (національних представницьких органів ерзянського народу), було створено низку інформаційних продуктів: онлайн-самовчитель для російськомовних, російсько-ерзянський та ерзянсько-російський онлайн-словник, бібліотеку електронних книг, аудіокнижки для дітей і дорослих тощо.